# Eiko Matsuda
Eiko Matsuda (松田英子, Matsuda Eiko), född 1952 i Yokohama, död 2011 i Tokyo, var en japansk filmskådespelerska. Hon var framförallt känd för sin tolkning av Sada Abe i den fransk-japanska filmen Sinnenas rike från 1976.

## Filmografi
- 1982: Five and the skin
- 1980: Passionernas rike
- 1979: Sochiyo no kubi
- 1978: Pink salon: koshoku gonin onna
- 1977: Detective Doberman
- 1977: Seibo Kannon daibosatsu
- 1976: Sinnenas rike(Ai no corrida)
- 1976: Ooku ukiyo-buro
- 1970: Neon keisatsu Janck no irezumi
- 1970: Noraneko rock machine animal